# US 708
US 708 — убегающая звезда, гиперскоростной субкарлик спектрального класса O в созвездии Большой Медведицы в гало Млечного Пути. Одна из наиболее быстро движущихся звёзд нашей галактики. Обнаружена и впервые исследована в 1982 году.

## Открытие
US 708 была впервые обнаружена в 1982 году Питером Ашером и его коллегами из Университета штата Пенсильвания как слабый синий объект в гало Млечного Пути. Слоановский цифровой небесный обзор наблюдал эту звезду снова в 2005 году.

## Исследования
В 2015 году Штефан Гайер из Европейской Южной обсерватории и его коллеги сообщили в Science, что скорость звезды US 708 равна 1200 км/с. До открытия звезды S5-HVS1 (1700 км/с) это была самая высокая скорость, зарегистрированная в нашей галактике. Сначала было предположение, что высокая скорость звезды вызвана массивной чёрной дырой в центре Галактики. Но теперь выясняется, что звезда пересекла галактический диск около 14 млн лет назад. При этом она двигалась не из центра Галактики. Следовательно, чёрная дыра не могла повлиять на скорость звезды. После более тщательного исследования было предположено, что US 708 была одной из звёзд в тесной двойной системе.
Её компаньоном был белый карлик, в то время как сама US 708 стала красным гигантом. Их орбиты изменились, и компаньон забрал газ из внешних слоёв US 708. Когда звезда-компаньон приобрела достаточную массу, она стала сверхновой. Взрыв и потеря массы звездой-компаньоном, а не чёрная дыра в центре Галактики, придал US 708 её высокую скорость. Новые наблюдения позволяют предполагать, что US 708 вращалась с орбитальным периодом менее 10 минут вокруг белого карлика приблизительно солнечной массы.

## Структура
US 708 является вращающейся с высокой скоростью плотной гелиевой звездой, вероятно образовавшейся в результате взаимодействия со звездой-компаньоном. Гелиевые звезды состоят из гелия и являются остатком массивной звезды, которая потеряла свою оболочку из водорода. Масса US 708 сейчас составляет примерно половину массы Солнца, в то время как изначальный красный гигант имел массу 2-3 солнечных.
Команда Гайера, использовавшая ESI (Echellette Spectrograph and Imager) с 10-метровым телескопом Keck II на Гавайях, описывает US 708 как «самую быструю блуждающую звезду в Галактике». Скорость звезды превышает вторую космическую скорость нашей галактики и из этого следует, что таким образом звезда покидает её.